# Distretto di Xiaguan
Il distretto di Xiaguan è un distretto dello Jiangsu, in Cina. È sotto l'amministrazione della città di Nanchino.